# Michael Valkanis
Michael Valkanis (né le 23 août 1974 à Melbourne, en Australie) est un footballeur international australien d'origine grecque. Il évoluait au poste de défenseur central devenu entraîneur.

## Biographie

### En sélection nationale
Michael Valkanis fait ses débuts en équipe nationale d'Australie le 16 août 2006 contre le Koweït.
1 sélection et 0 but avec l'Australie en 2006.

### Carrière d'entraîneur
Le 8 juillet 2024, Adana Demirspor a annoncé la nomination de Valkanis au poste d'entraîneur pour un contrat d'un an avec une option pour une année supplémentaire. Il n'a pu obtenir qu'un point lors des six premières semaines de la saison avec un effectif réduit. Le 23 septembre 2024, le club a annoncé qu'ils s'étaient séparés de Valkanis.

## Statistiques détaillées

### En sélection

#### Matchs internationaux
| Matchs internationaux de Michael Valkanis | Matchs internationaux de Michael Valkanis | Matchs internationaux de Michael Valkanis | Matchs internationaux de Michael Valkanis | Matchs internationaux de Michael Valkanis |
|                                           | Date                                      | Adversaire                                | Minutes jouées                            | Compétition                               |
| ----------------------------------------- | ----------------------------------------- | ----------------------------------------- | ----------------------------------------- | ----------------------------------------- |
| 1.                                        | 16 août 2006                              | Koweït                                    | 90 min                                    | Éliminatoires Coupe d'Asie 2007           |

### Quelques chiffres
- 108 matchs en Alpha Ethniki.
- 106 matchs en National Soccer League.
- 55 matchs en A-League.
- 3 buts en Alpha Ethniki.
- 4 buts en National Soccer League.
- 3 buts en A-League.